# Scotophaeus bifidus
Scotophaeus bifidus är en spindelart som beskrevs av Schmidt och Krause 1994. Scotophaeus bifidus ingår i släktet Scotophaeus och familjen plattbuksspindlar. Inga underarter finns listade i Catalogue of Life.